# Max Martin (ishockeyspelare)
Max Martin, född 25 juli 1999 i Winnipeg i Manitoba, är en kanadensisk professionell ishockeyspelare som spelar för Linköping HC i SHL. Efter fem säsonger i WHL med Prince George Cougars, Prince Albert Raiders och Kamloops Blazers gjorde Martin professionell debut i AHL säsongen 2020/21. Han tillbringade fyra säsonger både i AHL och ECHL där han förutom Stars också representerade Idaho Steelheads, Greenville Swamp Rabbits och Ontario Reign.
Inför säsongen 2024/25 lämnade han Nordamerika för spel med Mora IK i Hockeyallsvenskan. I januari 2025 lämnade han klubben för spel med Linköping HC.

## Karriär
Som 16-åring började Martin spela juniorishockey för Prince George Cougars i WHL. Han inledde säsongen 2016/17 med samma lag, men blev i november 2016 bortbytt till Prince Albert Raiders. Han var omgående lagets poängmässigt bästa back med 26 poäng på 50 grundseriematcher, varav fem mål. Säsongen 2018/19 var Martins sista hela säsong i klubben och också hans poängmässigt bästa med den. På 59 matcher noterades han för 41 poäng (6 mål, 35 assist). Säsongen 2019/20 inledde han med Raiders men blev i inledningen av oktober 2019 bortbytt till Kamloops Blazers. Poängmässigt gjorde han sin bästa säsong i WHL och med Blazers noterades han för 58 poäng på 57 grundseriematcher (14 mål, 44 assist), vilket gav honom en femteplats i backarnas poängliga. Säsongen ställdes i mars 2020 in i förtid på grund av Covid-19-pandemin.
Den 23 april 2020 bekräftades det att Martin skrivit ett ettårsavtal med Texas Stars i AHL. På grund av pandemin startade inte säsongen förrän i februari 2021 och månaden därpå, den 16 mars, gjorde Martin AHL-debut i en 5–4-förlust mot Colorado Eagles. Drygt en och en halv månad senare, den 6 maj, gjorde han sitt första mål i ligan, på Ivan Prosvetov, i en 7–2-seger mot Tucson Roadrunners. Totalt spelade han nio grundseriematcher för Stars och noterades för ett mål och två assistpoäng. Martin förlängde senare sitt kontrakt med Stars med ytterligare en säsong, något som bekräftades den 21 juni 2021. Han inledde säsongen i AHL men fick begränsat med speltid och spelade endast 13 grundseriematcher för Stars. Den större delen av säsongen spelade han istället för Idaho Steelheads i ECHL. Med Steelheads spelade han 18 matcher och noterades för tio assistpoäng.
Den 2 september 2022 bekräftades det att Martin lämnat Stars och skrivit ett avtal med Greenville Swamp Rabbits. Den följande säsongen var Martins poängmässigt bästa dittills; han var den back i laget som gjorde flest poäng, mål och assist och slutade på tredje plats i ligans poängliga för backar. På 66 grundseriematcher noterades han för 14 mål och 38 assist. Vidare blev han också uttagen till ECHL:s andra All Star-lag. Den 15 augusti 2023 meddelades det att Martin skrivit ett avtal med Ontario Reign i AHL. Han tillbringade dock större delen av säsongen med Swamp Rabbits och spelade endast tre matcher för Reign. I Swamp Rabbits utsågs han till assisterande lagkapten och stod han för 25 poäng på 46 grundseriematcher.
24 maj 2024 stod det klart att Martin lämnat Nordamerika för spel med Mora IK i Hockeyallsvenskan. Den 20 september samma år gjorde han debut i ligan i en 3–1-förlust mot Östersunds IK. Senare samma månad, den 29 september, noterades Martin för sitt första mål i Hockeyallsvenskan, på Edvin Olofsson, i en 5–3-seger mot Almtuna IS. Martin var Moras poängmässigt bästa back med 30 poäng på 40 grundseriematcher då det den 31 januari 2025 bekräftades att han lämnat klubben för spel med Linköping HC i SHL för återstoden av säsongen. Den 11 februari gjorde han SHL-debut och senare samma månad, den 25 februari, noterades han för sitt första SHL-mål, på Viktor Andrén, i en 2–3-förlust mot Växjö Lakers HC. Inför grundseriens sista omgång bekräftades det att Martin förlängt sitt avtal med Linköping med ytterligare två säsonger. På tolv matcher stod han för två mål och fem assist.

## Statistik
| 2020–21    | Texas Stars              | AHL        | 9  | 1  | 2  | 3  | 2  | — | — | — | — | — |
| 2021–22    | Texas Stars              | AHL        | 13 | 0  | 2  | 2  | 4  | — | — | — | — | — |
| 2021–22    | Idaho Steelheads         | ECHL       | 18 | 0  | 10 | 10 | 14 | — | — | — | — | — |
| 2022–23    | Greenville Swamp Rabbits | ECHL       | 66 | 14 | 38 | 52 | 38 | 4 | 1 | 3 | 4 | 4 |
| 2023–24    | Ontario Reign            | AHL        | 3  | 0  | 1  | 1  | 4  | — | — | — | — | — |
| 2023–24    | Greenville Swamp Rabbits | ECHL       | 46 | 5  | 20 | 25 | 28 | 6 | 0 | 2 | 2 | 0 |
| 2024–25    | Mora IK                  | HA         | 40 | 6  | 24 | 30 | 12 | — | — | — | — | — |
| 2024–25    | Linköping HC             | SHL        | 12 | 2  | 5  | 7  | 0  | — | — | — | — | — |
| AHL totalt | AHL totalt               | AHL totalt | 25 | 1  | 5  | 6  | 10 | — | — | — | — | — |